# فيرجينيا مارشال
فيرجينيا مارشال (بالإنجليزية: Virginia Elizabeth Marshall) هي ممثلة أمريكية، ولدت في 1 أكتوبر 1918 في دالاس في الولايات المتحدة، وتوفيت في 30 يناير 1982 في هيميت في الولايات المتحدة.

## وصلات خارجية
- فيرجينيا مارشال على موقع IMDb (الإنجليزية)
- فيرجينيا مارشال على موقع قاعدة بيانات الفيلم (الإنجليزية)